# Бенка, Мартин
Мартин Бенка (словац. Martin Benka; 21 сентября 1888, с. Кириполец (ныне Костолиште, района Малацки, Братиславского края, Словакии) — 28 июня 1971, Малацки) — словацкий художник, график и иллюстратор. Народный художник ЧССР. Лауреат Государственных премий Чехословакии и ЧССР.
Один из создателей словацкой школы живописи XX века, словацкой модернистской живописи и графики XX века. Основатель словацкой книжной иллюстрации.

## Биография
Учился в школе Алоиса Калводы в Праге. В 1939 году переехал из Праги в словацкий г. Мартин, где, среди прочего, сгруппировал вокруг себя музыкантов-любителей. Создал собственный оркестр. В 1945 был в числе основателей в г. Мартине художественного общества Trojštít.
Провел персональные выставки в г. Банска-Быстрица в 1964, 1965, 1969, 1983 гг.
Умер в 1971 и похоронен на Народном кладбище в городе Мартине.

## Творчество
Автор монументальных, поэтических сцен крестьянской жизни, выполненных в свободной постимпрессионистической манере, мягких и сдержанных по колориту.
М. Бенка под влиянием народного творчества создал оригинальный орнаментальный стиль, который резко контрастировал с функциональным и пуританским подходом немецкого Баухауза и советских авангардных движений того времени.
Современник знаменитого чешского поколения кубизма, Бенка, наряду с Людовитом Фулла и Микулашем Галандой стоял у истоков модернистской словацкой типографики. Он был плодовитым создателем различных шрифтов — от 40 до 60 из них.
В области дизайна и книжной типографики Бенка создал ряд интересных экспериментальных шрифтов и оформлений книг, которые отражают влияние кубизма. Необычные шрифты художника не использовались часто. Одним из самых известных случаев использований его кубического шрифта было официальное оформление названия Словацкой академии наук.
Мартин Бенко — автор большого количества книжных обложек.
Коллекция работ художника хранится сейчас в его музее в г. Мартине.
Эсперантист.

## Избранные работы
- Лесорубы под Салатином, 1931,
- Две женщины, 1934, (Словацкая Национальная галерея, Братислава)
- У колыбели", 1929, (Национальная галерея, Прага)
- Rieka Orava
- Jeseň na Spiši
- Na pole
- Drevári pod Ďumbierom
- Za umením
- Po búrke

## Награды
- 1936 — Серебряная медаль на Всемирной выставке в Париже
- 1940 — Государственная премия Чехословакии
- 1948 — Государственная премия ЧССР
- 1953 — Народный художник ЧССР
- 1963 — Орден Республики (ЧССР)